# Native Instruments
Native Instruments è una società tecnologica che sviluppa software e hardware per la produzione musicale e per i DJ. È stata fondata nel 1996 nel quartiere Kreuzberg di Berlino, in Germania, dove ha la sua sede. Possiede anche una filiale a Los Angeles, California. La società detiene inoltre una partnership con il negozio di musica online Beatport.
La società produceva originariamente strumenti software e col tempo ha esteso la sua attività allo sviluppo di dispositivi destinati alla produzione musicale.
I prodotti di Native Instruments includono sintetizzatori software, campionatori e processori di effetti, librerie sonore e di emulazione di strumenti acustici, interfacce audio, prodotti per i DJ che includono software, sistemi vinile digitali, controller hardware e specifiche interfacce audio DJ.

## Prodotti
- Absynth : sintetizzatore granulare software
- Battery : drum sampler software
- FM8 : sintetizzatore FM software
- Guitar Rig : simulatore di amplificatori ed effetti per chitarra e basso
- Kontakt : campionatore software
- Maschine : controller MIDI per software maschine dedicato
- Massive : sintetizzatore software wavetable
- Komplete Kontrol : master keyboard per strumenti software
- Reaktor : sintetizzatore modulare programmabile, per la creazione di nuovi strumenti o sintetizzatori
- Effects Series : pacchetto di effetti software, che vanno da flanger, chorus, etc.. a vari tipi di distorsione e riverbero
- Traktor : software per DJ e controller hardware
- Schede audio : audio 2, 4, 6, 8, 10
- Komplete : pacchetto completo con tutti i software ed espansioni di Native Instruments